# John Renbourn
John Renbourn (8 de agosto de 1944 — 26 de março de 2015) foi um violonista e compositor inglês. É mais conhecido pela sua colaboração com o violonista Bert Jansch, bem como pelo seu trabalho com o conjunto Pentangle, embora tenha tenha uma carreira solo antes, durante e depois da existência deste (1967–1973).
Renbourn é sobretudo um músico tradicional com gosto e interesses diversos. Volta-se para a música medieval, música clássica, jazz, blues e world music. Seu disco mais influente Sir John Alot (1968) traz melodias da Idade Média.

## Discografia

### Solo

Tapeçaria de Flandres, ca. 1510. Imagem usada na capa de The Lady and the Unicorn.

- 1965: John Renbourn (Transatlantic Records)
- 1966: Another Monday (Transatlantic)
- 1968: Sir John Alot of Merrie Englandes Musyk Thyng and ye Grene Knyghte (Transatlantic)
- 1970: The Lady and the Unicorn (Transatlantic)
- 1971: Faro Annie (Transatlantic)
- 1973: Heads and Tales (Transatlantic) Compilation - one track only
- 1976: The Guitar of John Renbourn (KPM Music) released 2005, a.k.a. The Guitar Artistry of John Renbourn
- 1976: The Hermit (Transatlantic)
- 1977: A Maid in Bedlam (Transatlantic)
- 1979: The Black Balloon (Transatlantic)
- 1979: So Early in the Spring (Columbia Records)
- 1979: One Morning Very Early (Transatlantic)
- 1980: The Enchanted Garden (Shanachie) with the John Renbourn Group. CD released in 1990.
- 1982: Live in America (Flying Fish Records) with the John Renbourn Group.
- 1986: The Nine Maidens (Flying Fish Records)
- 1988: Folk Blues of John Renbourn (Demon Music Group)
- 1988: John Renbourn's Ship of Fools (Transatlantic)
- 1996: Lost Sessions (Edsel)
- 1998: Traveller's Prayer (Shanachie)
- 2006: John Renbourn & Friends (KPM Music Ltd)
- 2011: Palermo Snow (Shanachie)

### Com o Pentangle
- 1968: The Pentangle (Transatlantic)
- 1968: Sweet Child (Transatlantic)
- 1969: Basket of Light (Transatlantic)
- 1970: Cruel Sister (Transatlantic)
- 1971: Reflection (Transatlantic)
- 1972: Solomon's Seal (Reprise)
- 2016: Finale: An Evening With... (Topic)

1. ↑  Brennan, Sandra. «Biography: John Renbourn». Allmusic. Consultado em 3 de junho de 2010